# Romanza per viola e pianoforte
La Romanza per viola e pianoforte fu uno dei tanti pezzi trovati nella biblioteca di Ralph Vaughan Williams dopo la sua morte nel 1958. La data della composizione non è nota, ma si pensa che risalga intorno al 1914. È probabile che sia stata scritta e dedicata al grande violista inglese, Lionel Tertis, insieme agli altri brani per viola di Vaughan Williams: Flos Campi (1925) e la Suite per viola e piccola orchestra (1933-1934).

## Descrizione
Romanza è composta in una forma ad arco. Si apre con soffici mormorii pentatonici dal piano, espandendosi in un'aria piuttosto malinconica e canora per la viola. Il centro è in qualche modo irrequieto e angosciato, prima di chiudersi in modo simile all'inizio. La modalità pentatonica è utilizzata dappertutto, anche se ci sono anche entusiasmanti false relazioni e sezioni cromatiche.
La première ebbe luogo in un concerto di Macnaghten il 19 gennaio 1962 con Bernard Shore alla viola ed Eric Gritton al pianoforte. Nonostante la relativa brevità e contenuto, il pezzo ha ottenuto, dal momento della sua pubblicazione dalla Oxford University Press nel 1961, un posto nel moderno repertorio della viola.